# Sargocentron bullisi
El carajuelo profundo o candil blanco es la especie Sargocentron bullisi, un pez marino de la familia holocéntridos, distribuida por aguas de la costa oeste del océano Atlántico desde Carolina del Sur (Estados Unidos) hasta el sur de Brasil, así como por el golfo de México y todo el mar Caribe.
Carece de importancia pesquera.

## Anatomía
Morfología del cuerpo similar a otros peces de la familia, con una longitud máxima descrita de 13 cm. Hocico con pequeñas espinas, escamas asimétricas, numerosas crestas en la mitad inferior del opérculo, cabeza y cuerpo de color rojo salmón con seis rayas blancas muy distinguibles. Tiene once espinas en la aleta dorsal y cuatro en la aleta anal, presentando normalmente pequeños puntos negros en la punta de la membrana entre la primera y segunda espinas dorsales.

## Hábitat y biología
Vive en mares tropicales asociado a arrecifes, prefiriendo las aguas profundas —de ahí su nombre— entre los 33 y los 110 metros.